# Caleb Carr
Caleb Carr (* 2. August 1955 in New York City, New York; † 23. Mai 2024 in Cherry Plain, Rensselaer County, New York) war ein US-amerikanischer Schriftsteller und Historiker, der vor allem mit seinen Ende des 19. Jahrhunderts spielenden Kriminalromanen bekannt wurde.

## Leben
Carr war der mittlere von drei Söhnen des Verlegers Lucien Carr und dessen erster Ehefrau Francesca van Hartz. Über seine Großmutter mütterlicherseits, Marion Howland Gratz, war er weitläufig mit der Familie Rockefeller verwandt. Seine Kindheit und Jugend waren von chaotischen Familienverhältnissen geprägt. Carrs Vater galt als einer der Gründer der Beat Generation und so wuchs er inmitten von Beatniks wie Allen Ginsberg, William S. Burroughs und Jack Kerouac in einer heruntergekommenen Gegend Manhattans auf. Seine Eltern ließen sich 1963 scheiden.
Trotzdem brillierte Carr bereits während seiner Schulzeit und absolvierte später erfolgreich ein Geschichtsstudium an der New York University. Er arbeitete anschließend als Journalist und war Mitherausgeber einer militärhistorischen Zeitschrift. Im Film Eine Nacht in New York ist er 1999 auch als Darsteller zu sehen.
Im Mai 2024 starb er im Alter von 68 Jahren.

## Rezeption
1994 gelang ihm mit seinem Ende des 19. Jahrhunderts in New York angesiedelten Kriminalroman The Alienist (deutsch: Die Einkreisung) der internationale Durchbruch. In dem von der Kritik hochgelobten und in 20 Sprachen übersetzten Erstlingswerk versucht eine kleine Gruppe modern eingestellter Polizeibeamter, Journalisten und Wissenschaftler, einen Serienmörder zur Strecke zu bringen. Eine der handelnden Personen ist der spätere Präsident der Vereinigten Staaten Theodore Roosevelt, der hier als Leiter der New Yorker Polizeibehörde auftritt. The Alienist wurde 1995 mit dem Anthony Award als „Bester Erstlingsroman“ ausgezeichnet. Das Buch wurde 2017 in einer 10-teiligen Serie (The Alienist – Die Einkreisung), mit Daniel Brühl als Hauptdarsteller, verfilmt und erschien am 19. April 2018 in Deutschland auf Netflix.
Mit der 1997 erschienenen Fortsetzung The Angel of Darkness (deutsch: Engel der Finsternis) gelang es Carr, das hohe inhaltliche und sprachliche Niveau zu halten. Seine weiteren Werke, darunter das Sherlock-Holmes-Abenteuer The Italian Secretary (deutsch: Das Blut der Schande), der Science-Fiction-Roman Killing Time (deutsch: Die Täuschung) sowie verschiedene Sachbücher wurden vom Publikum weniger gut aufgenommen.

## Werke
Sachbücher
- America Invulnerable. The Quest for Absolute Security from 1812 to Star Wars. Summit Books, New York 1988, ISBN 0-671-68876-6.
- Terrorismus, die sinnlose Gewalt. Historische Wurzeln und Möglichkeiten der Bekämpfung („The Lessons of Terror. A History of Warfare Against Civilians“, 2002). Heyne, München 2002, ISBN 3-453-21326-2.

Prosa
- Die Einkreisung. Roman („The Alienist“, 1994). Übersetzt von Hannelore Neves. Heyne, München 1994, ISBN 3-453-08019-X. Neu ebendort, selber Titel (mit dem Untertitel „Das Buch zur Netflix-Serie“), Übers. dieselbe, ISBN 978-3-453-50398-4.
- Der vergessene Held. Das abenteuerliche Leben des Frederick Townsend Ward, Roman („The Devil Soldier“, 1995). Übersetzt von Uta Haas, Heyne, München 1999, ISBN 3-453-19620-1.
- Engel der Finsternis. Roman („The Angel of Darkness“, 1997). Übersetzt von K. Schatzhauser (d. i. Karl S. Klewer), Heyne, München 1999, ISBN 3-453-15883-0.
- Die Täuschung. Roman („Killing Time“, 2000). Übersetzt von Peter Robert, Heyne, München 2001, ISBN 3-453-19620-1.
- Das Blut der Schande. Ein Sherlock-Holmes-Roman („The Italian Secretary“, 2005). übersetzt von Robert Brack (d. i. Ronald Gutberlet), Heyne, München 2006, ISBN 3-453-40457-2.